# 小島よしお&狩野英孝のチャリお遍路
『小島よしお&狩野英孝のチャリお遍路』（こじまよしお と かのえいこう の チャリおへんろ）は、2018年4月8日から2019年3月17日までTwellVで毎週日曜 19:00 - 19:55 (JST) に放送されていた旅番組。ただし、新作は隔週で放送、翌週は前週の再放送となっていた。

## 概要
ロードバイク乗りの小島とロードバイク初心者の狩野が、四国八十八箇所遍路に区切り打ちで挑む。真面目で几帳面な小島と、事あるごとにサボろうとする狩野の掛け合いが魅力であった。
JR板東駅を出発し順調に巡礼を進めていたが、番組開始から約一年後に第38番札所・金剛福寺参拝を最後に打ち切りとなった。

## 放送リスト
| 回 | 放送日         | 寺号                        | 累積走行距離（km) | 特記事項                                                          |
| -- | -------------- | --------------------------- | ----------------- | ----------------------------------------------------------------- |
| 1  | 2018年4月8日   | 霊山寺 極楽寺               | 2.3               | JR板東駅から出発 遍路装束一式を購入                               |
| 2  | 2018年4月29日  | 極楽寺 金泉寺 大日寺        | 10.6              |                                                                   |
| 3  | 2018年5月13日  | 地蔵寺 安楽寺               | 17.6              | 安楽寺の宿坊に宿泊                                                |
| 4  | 2018年5月20日  | 十楽寺 熊谷寺 法輪寺 切幡寺 | 29.3              |                                                                   |
| 5  | 2018年6月10日  | 藤井寺                      | 42.4              |                                                                   |
| 6  | 2018年6月24日  | （参拝なし）                | 59.7              | 焼山寺へ向かう難所 “遍路ころがし” を走行中 神山温泉のホテルに宿泊 |
| 7  | 2018年7月8日   | 焼山寺                      | 71.2              | 東芝がスポンサーから外れる                                        |
| 8  | 2018年7月15日  | 焼山寺 大日寺               | 98.4              |                                                                   |
| 9  | 2018年8月5日   | 常楽寺 國分寺 観音寺 井戸寺 | 109.0             |                                                                   |
| 10 | 2018年8月19日  | 恩山寺                      | 125.0             | 小松島市内の民宿に宿泊 参拝後、降雨のため中止                     |
| 11 | 2018年9月9日   | 立江寺                      | 142.0             |                                                                   |
| 12 | 2018年9月30日  | 鶴林寺                      | 157.0             | 太龍寺近くの民宿に宿泊                                            |
| 13 | 2018年10月14日 | 太龍寺 平等寺               | 184.0             |                                                                   |
| 14 | 2018年11月4日  | 薬王寺                      | 215.0             |                                                                   |
| 15 | 2018年11月18日 | （参拝なし）                | 255.0             | 別格霊場 鯖大師本坊を参拝 高知県に入る                            |
| 16 | 2018年12月2日  | 最御崎寺                    | 283.0             | 室戸青年大師像を訪問 最御崎寺の宿坊に宿泊                         |
| 17 | 2018年12月16日 | 津照寺 金剛頂寺             | 316.0             |                                                                   |
| 18 | 2018年12月30日 | 神峯寺                      | 351.0             | 難所 “真ったて” に苦戦 伊尾木洞を訪問                             |
| 19 | 2019年1月6日   | 総集編                      | 総集編            | 総集編                                                            |
| 20 | 2019年1月20日  | 大日寺 国分寺 善楽寺        | 394.0             | 香南市内のホテルに宿泊                                            |
| 21 | 2019年2月3日   | 竹林寺 禅師峰寺 雪蹊寺      | 421.0             | 桂浜を訪問 後半狩野が病欠                                         |
| 22 | 2019年2月24日  | 種間寺 清瀧寺 青龍寺        | 453.0             | 土佐市内で宿泊 狩野が病欠                                         |
| 23 | 2019年3月10日  | 岩本寺                      | 535.0             | 狩野が復帰                                                        |
| 24 | 2019年3月17日  | 金剛福寺                    | 605.0             | 番組内で打ち切りを発表                                            |

※2週にわたって放送された寺は別々に記載。
※寺号は番組内表記に従う。